# 南薫造
南 薫造（みなみ くんぞう、1883年(明治16年)7月21日 - 1950年(昭和25年)1月6日）は、広島県賀茂郡内海町（現呉市安浦町）出身の画家。
東京美術学校西洋画科出身。1907年〜1910年にかけて、イギリスで学ぶ。文展、帝展、新文展、日展で活躍し、1932年から43年にかけては東京美術学校の教授を務めた。油画家、水彩画家として知られるが、版画の制作にも携わっていた。晩年は郷里の安浦町で暮らし、瀬戸内海を描き続けた。

## 略歴
- 1883年　広島県賀茂郡内海町（現呉市安浦町）に医師の息子として生まれる。
- 1902年　安浦町立内海小学校を経て、広島県立第一中学（現広島国泰寺高等学校）を卒業し、東京美術学校に入学する。東京美術学校では、岡田三郎助に師事する。
- 1905年　白馬会展に入選する。
- 1907年　イギリスに留学、ボロー・ジョンソンについて絵を学ぶ。
- 1909年　フランス、イタリア、ドイツ、オランダ、アメリカをめぐる。
- 1910年　帰国し、有島生馬と滞欧記念展を開催する。白馬会主催。
- 1910年　白馬会展に水彩画9点を出品する。
- 1910年　第四回文展で《坐せる女》が三等賞を受賞する。
- 1911年　第五回文展で《瓦焼き》が二等賞を受賞する。
- 1912年　第六回文展で《六月の日》が二等賞を受賞する。
- 1913年　日本水彩画会の創立に参加する。
- 1916年　文展の審査員を務める。
- 1929年　帝国美術院の会員となる。
- 1939年　従軍画家として中国大陸へ渡る[1]。
- 1932年〜43年　東京美術学校の教授を務める。
- 1944年7月1日　帝室技芸員となる[2]。戦時中は広島県に疎開する。
- 1950年　再び上京することなく没。墓所は多磨霊園。
- 1985年　豊田郡安浦町（現・呉市安浦町）の生家跡に『南薫造記念館（安浦歴史民俗資料館）』が建設された。

## 代表作品
| タイトル                     | 画像 | 制作年   | 技法・素材     | サイズ（cm） | 所蔵先                 | 出品展覧会                     | 備考 |
| ---------------------------- | ---- | -------- | -------------- | ------------ | ---------------------- | ------------------------------ | ---- |
| 自画像                       |      | 1907年   |                |              | 東京芸術大学大学美術館 |                                |      |
| 白壁の農家                   |      | 1908年   | 油彩キャンバス | 75.5x101.0   | 広島県立美術館         |                                |      |
| 坐せる女                     |      | 1908年   | 油彩キャンバス | 112.1x83.3   | 広島県立美術館         | 第5回文展3等賞                 |      |
| ロンドン河畔                 |      | 1908年   | 油彩キャンバス | 73.5x91.3    | 広島県立美術館         |                                |      |
| スコットランド老人           |      | 1908年   | 油彩キャンバス | 75.5x60.0    | 東京国立近代美術館     |                                |      |
| 夕に祈る                     |      | 1908年   | 油彩キャンバス | 75.0x60.0    | 東京国立近代美術館     |                                |      |
| 少女                         |      | 1909年   | 油彩キャンバス | 116.0x79.5   | 東京国立近代美術館     | 南薫造・有島生馬滞欧記念絵画展 |      |
| 六月の日                     |      | 1912年   | 油彩キャンバス | 116.5x170.0  | 東京国立近代美術館     | 第6回文展2等賞                 |      |
| 葡萄棚下絵                   |      | 1915年頃 | 油彩キャンバス | 33.0x23.4    | 広島県立美術館         |                                |      |
| 木影（カルカッタ）           |      | 1916年頃 | 油彩キャンバス | 25.2x35.5    | 広島県立美術館         |                                |      |
| ピアノ                       |      | 1921年   | 油彩キャンバス | 103.0x83.1   | 広島県立美術館         | 平和記念東京博覧会             |      |
| 呉港                         |      | 1926年頃 | 油彩キャンバス | 21.8x27.1    | 広島県立美術館         |                                |      |
| ピアノの前の少女             |      | 1927年   | 油彩キャンバス | 80.5x100.0   | ひろしま美術館         |                                |      |
| 広島大本営軍務親裁           |      | 1928年   | 油彩キャンバス |              | 聖徳記念絵画館         |                                |      |
| 犬吠岬                       |      | 1940年   | 油彩キャンバス | 65.4x80.3    | 広島県立美術館         |                                |      |
| 雲の影走る                   |      | 1940年   | 油彩キャンバス | 32.0x52.0    | 京都市美術館           |                                |      |
| 高原の村の朝                 |      | 1941年   | 油彩キャンバス | 73.0x90.5    | ひろしま美術館         |                                |      |
| 庭                           |      | 1947年   | 油彩キャンバス |              | 呉市立美術館           |                                |      |
| 鉄道開業式行幸の図（新橋駅） |      | 不詳     | 油彩キャンバス | 150.0x108.3  | 宮内庁                 |                                |      |
| 鉄道開業式（横浜駅）         |      | 不詳     | 油彩キャンバス | 150.0x108.3  | 宮内庁                 |                                |      |